# Rivalità André the Giant-Hulk Hogan

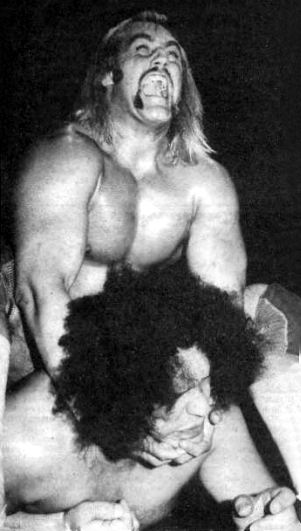
Hulk Hogan vs. André the Giant all'evento Superdome Showdown del 2 agosto 1980 a New Orleans

La rivalità André the Giant-Hulk Hogan è stata una rivalità nel mondo del wrestling professionistico tra i lottatori André the Giant e Hulk Hogan, che ebbe luogo nella World Wrestling Federation (l'attuale WWE) negli anni ottanta.
La rivalità è considerata da molti una delle più importanti nella storia del wrestling professionistico.

## Storia

### Primi incontri (1978–1983)
Hogan, che all'epoca lottava come Terry Boulder, affrontò André cinque volte nella Southwest Championship Wrestling, due nel 1978, e tre nel 1979. Inoltre, il 5 maggio 1979, a Dothan, Alabama, ebbero un incontro di braccio di ferro terminato in no contest quando Hogan rovesciò il tavolo e il suo manager, Billy Spears, interferì nella contesa.
Nel 1979 Hogan passò alla World Wrestling Federation, dopo due anni di competizioni in promozioni regionali più piccole. André era all'epoca già un veterano della WWF da sei anni che aveva fatto anche tournée nel circuito regionale e in Giappone.
Il primo confronto tra i due in WWF si ebbe nella primavera del 1980, quando André era un face e Hogan un heel. Nel corso dell'anno si incrociarono per 16 volte con André vittorioso nella maggior parte degli incontri; molti match, tuttavia, terminarono in doppi conteggi fuori dal ring. Allo Shea Stadium durante l'evento Showdown at Shea, come anche un mese dopo ad Hamburg (Pennsylvania), Hogan riuscì ad alzare e schiacciare al tappeto André ma finì sconfitto per schienamento. Durante una registrazione televisiva ad Hamburg, Pennsylvania, Hogan e il manager Fred Blassie sfidarono André a un match, e lui accettò. Durante l'incontro (trasmesso la settimana seguente), Hogan riuscì nuovamente ad alzare André ma egli prese il sopravvento. Hogan quindi tirò fuori un tirapugni e lo colpì sulla fronte, facendolo sanguinare copiosamente; Hogan fuggì dal ring prima che André si potesse vendicare. I due si incontrarono molte altre volte nel corso del 1980, con Hogan che colpiva André a tradimento nella maggior parte dei loro incontri, prima che André ottenesse la vittoria, spesso per schienamento.
Durante il 1982 e il 1983 mentre entrambi i lottatori lavoravano nella New Japan Pro-Wrestling, ebbero una serie di match, dove André era il "cattivo" (heel) e Hogan il "buono" (face).

### 1982–1986: amici

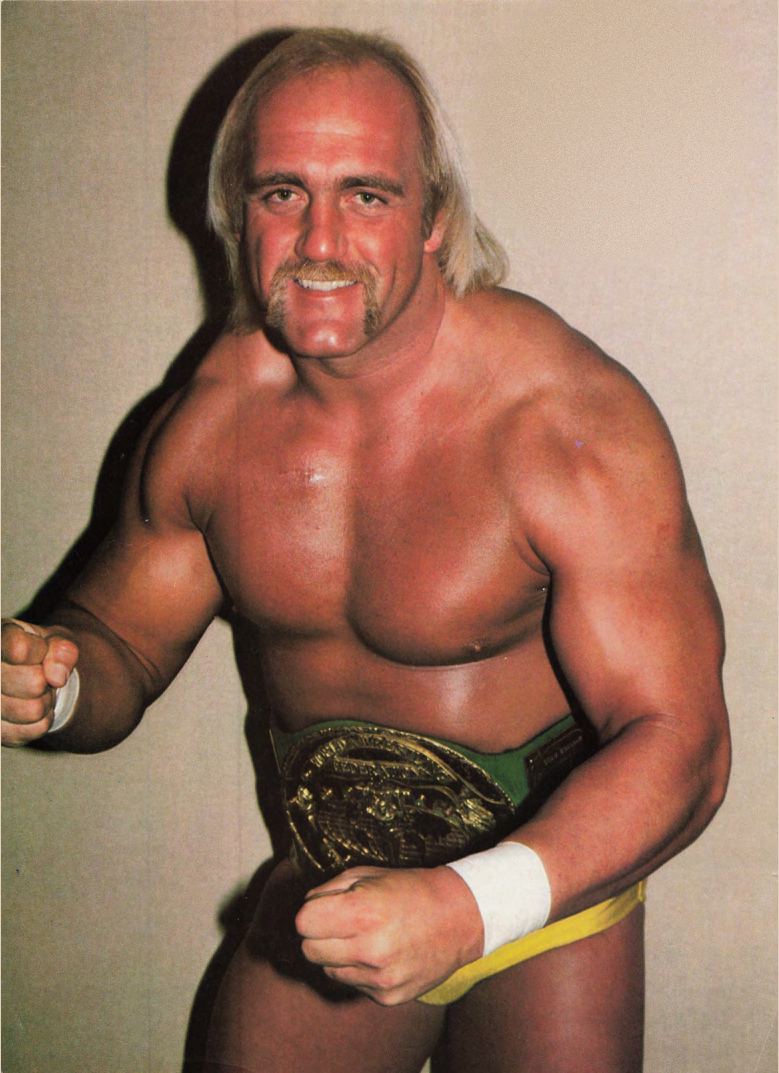
Hulk Hogan, 1985

Hogan lasciò la WWF nel 1981 e, dopo aver preso parte alle riprese del film Rocky III, entrò nella American Wrestling Association.
Bobby "The Brain" Heenan, un manager heel che aveva tra i suoi clienti il campione mondiale AWA Nick Bockwinkel, vide immediatamente Hogan e André come una minaccia al titolo di Bockwinkel e cominciò a prenderli di mira. Hogan e André si allearono, e dal 1981 al 1983, lottarono spesso in coppia, affrontando Bockwinkel, Heenan e gli altri membri della sua stable Heenan Family. La coppia Hogan-André vinse molti di questi match, spesso per squalifica.
La loro amicizia proseguì nel 1984, quando Hogan tornò nella WWF. La sera che Hogan vinse il WWF World Heavyweight Championship sconfiggendo Iron Sheik, André fu tra i wrestler che si congratularono con lui alla fine del match. I due lottarono nuovamente insieme nel 1984 in un handicap match durante un evento al Brendan Byrne Complex di East Rutherford, New Jersey, sconfiggendo Big John Studd, Adrian Adonis e Dick Murdoch. Heenan entrò nella WWF nel 1984 e prese nuovamente di mira Hogan e André. Nei successivi due anni, André e Hogan affrontarono vari membri della Heenan Family, soprattutto Studd e King Kong Bundy.
L'amicizia tra Hogan e André svolse un ruolo cruciale negli eventi che avrebbero portato al loro successivo feud nel biennio 1987-1988.

### WrestleMania III (1987)

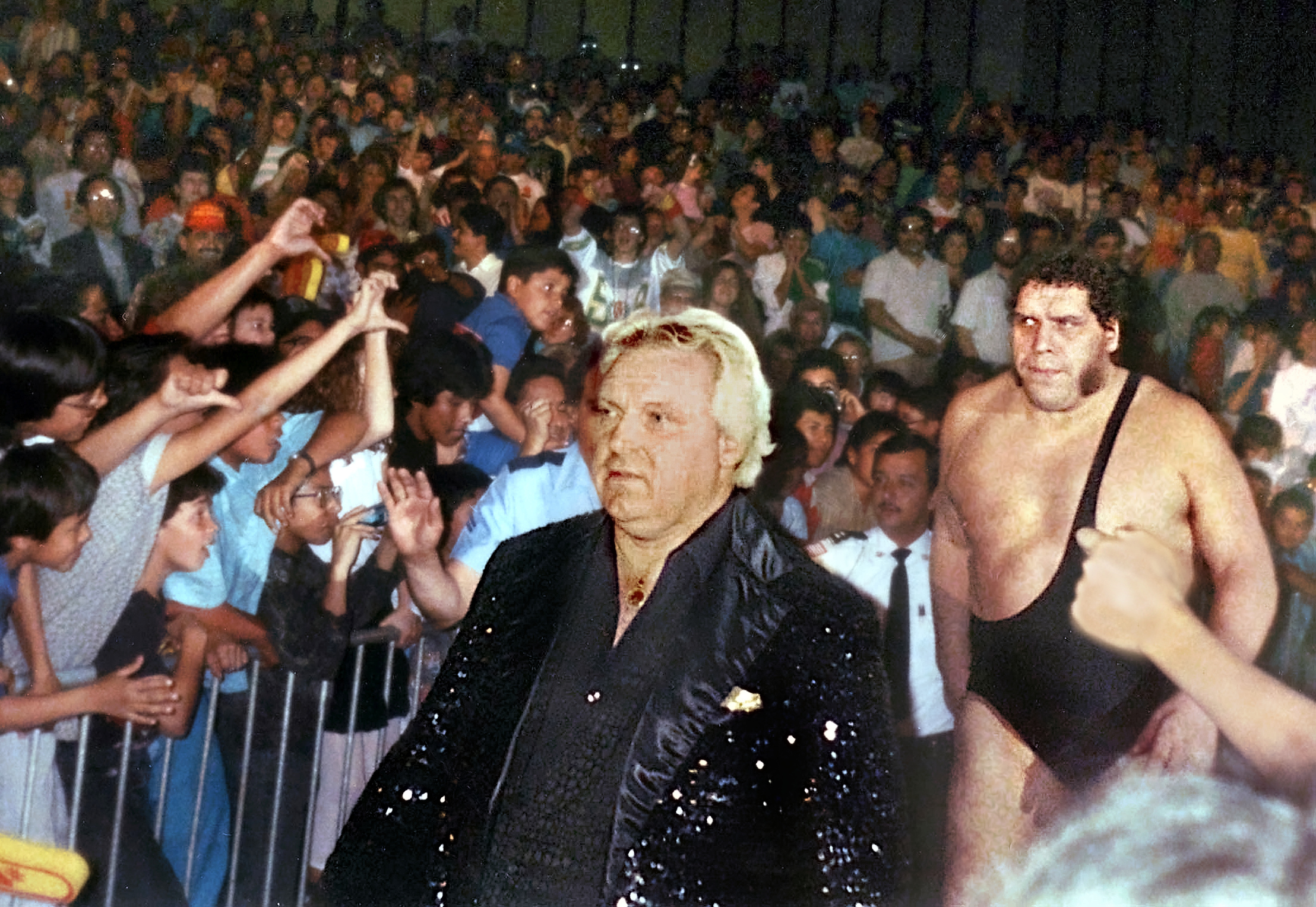
Bobby Heenan fece da manager ad André durante il suo feud con Hogan

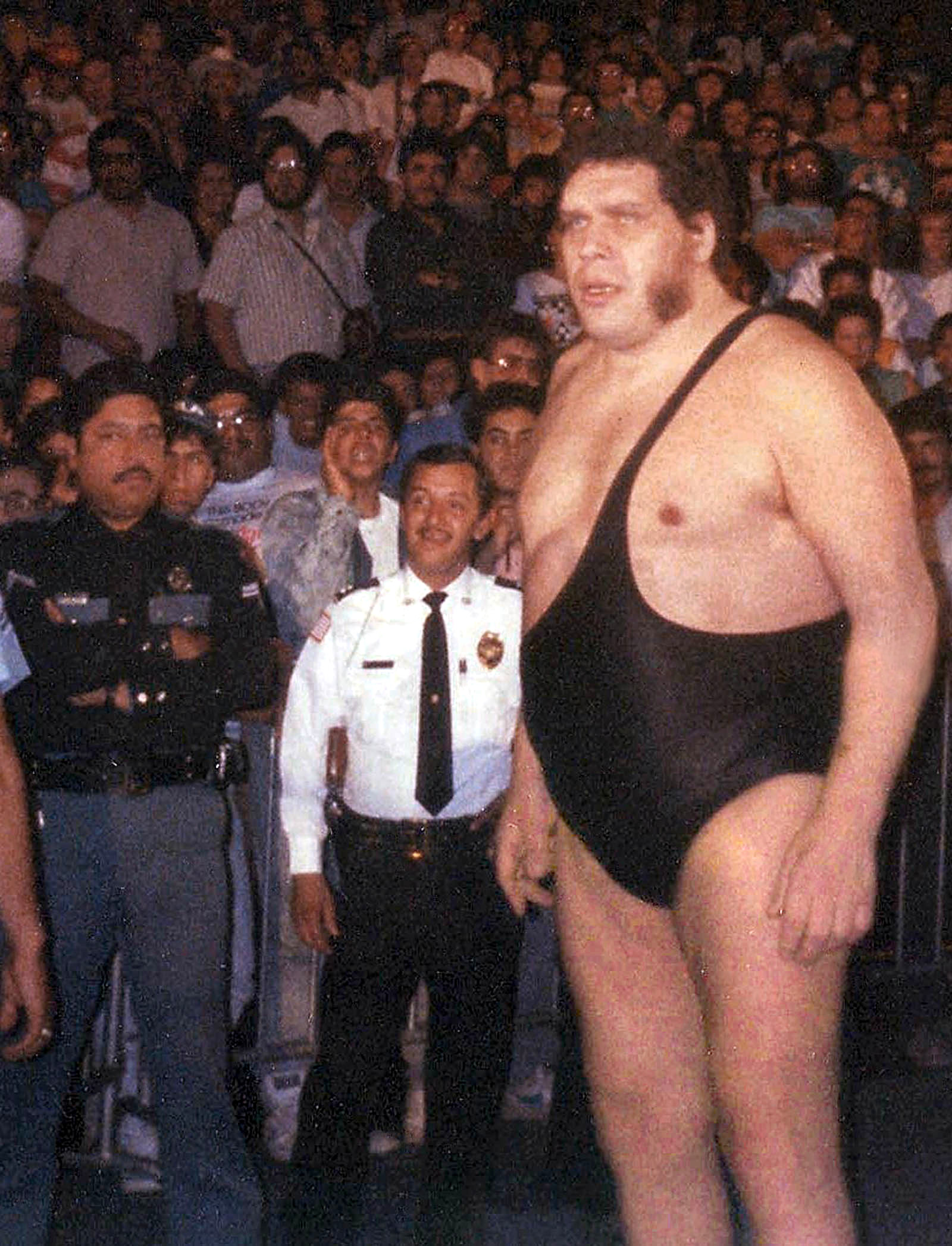
André the Giant sul finire degli anni ottanta

Dopo un periodo di assenza e uno stint come membro mascherato della stable The Machines, André fece ritorno nella WWF. Qui riprese l'identità da face, e si scontrò con Randy "Macho Man" Savage e The Honky Tonk Man. Tuttavia, nel corso di un match che avrebbe dovuto contrapporre la coppia Hogan-André a Savage e Honky Tonk Man, Ricky Steamboat lottò al posto di André, senza nessuna spiegazione ufficiale per la sua assenza. André fece un'apparizione durante uno show al Madison Square Garden, salendo sul ring dopo che Hogan aveva vinto un match; prese semplicemente la cintura WWF World Heavyweight Championship, la guardò e la restituì a uno sconcertato Hogan prima di lasciare il ring. Gli annunciatori Gorilla Monsoon e Gene Okerlund pensarono che l'apparizione senza preavviso di André fosse strana ma non indagarono oltre.
Le cose cominciarono a precipitare durante una puntata del talk show Piper's Pit nel 1987. Dapprima, fu consegnato a Hogan un trofeo per essere il campione mondiale WWF in carica da tre anni; André arrivò per congratularsi con lui, ma in seguito Hogan si lamentò del fatto che la stretta di mano di André fosse stata un po' troppo "energica". La settimana seguente al Piper's Pit, ad André fu dato un trofeo più piccolo per essere "l'unico wrestler imbattuto nella storia del wrestling." La WWF lo presentava come imbattuto da 15 anni, nonostante avesse perso svariati incontri per conteggio fuori dal ring o squalifica in carriera. Hogan venne a congratularsi con lui ma André se ne andò senza lasciarlo finire di parlare. Un incontro "chiarificatore" tra i due fu fissato una settimana dopo a Piper's Pit (7 febbraio 1987).
André si presentò accompagnato da Bobby Heenan. Heenan accusò Hogan di essere amico di André solo per non dover difendere la cintura di campione con lui. Hogan negò, ma André lo sfidò ufficialmente a un match per il titolo da disputarsi a WrestleMania III. Heenan, in seguito all'apparente incredulità di Hogan, dichiarò: «Non puoi crederci, ma presto forse ci crederai, Hogan», seguito da André che strappò la maglietta e la catenella con il crocifisso a Hogan, facendogli inavvertitamente sanguinare il petto.
Sempre al Piper’s Pit, una settimana dopo, Hogan rifletté sulla sua amicizia con André e su come si sentisse tradito da lui. Piper chiese a Hogan a bruciapelo se avrebbe affrontato André a WrestleMania, al che Hogan rispose con un enfatico: «SÌ!» L'aspetto dell'amicizia continuò ad essere enfatizzato durante la firma del contratto per il match (andato in onda diverse settimane dopo), dove Hogan accusò con rabbia André di tradire la loro amicizia.
Durante la puntata del 14 marzo (registrata il 21 febbraio) di Saturday Night's Main Event X alla Joe Louis Arena di Detroit, entrambi presero parte a una 20-man Battle royal. Sebbene nessuno dei due avesse vinto, André dichiarò di aver ottenuto un vantaggio psicologico su Hogan, eliminandolo dalla competizione.
Nel corso delle puntate che precedettero l'incontro, una forte enfasi venne giocata sul dubbio "riuscirà Hulk Hogan a sollevare e sbattere a terra André the Giant?". Sebbene André fosse stato sollevato in passato da altri wrestler, incluso lo stesso Hogan, era avvenuto sempre in incontri non trasmessi in televisione o con meno diffusione, per cui quasi tutti tra il pubblico dell'epoca non ne erano a conoscenza (così come non erano a conoscenza che André non fosse effettivamente imbattuto da 15 anni come presentato dalla WWF). Aldilà della kayfabe, vi erano dubbi anche nella vita reale sull'effettiva riuscita dell'iconico spot dal momento che, a causa della sua acromegalia, André era notevolmente più pesante rispetto al passato e affetto da costanti dolori alle ossa che ne limitavano fortemente i movimenti, rendendogli molto difficile aiutare Hogan ad eseguire la mossa. Alla fine, André non fu in effetti in grado di contribuire al Body slam, aldilà del non opporre resistenza, e Hogan dovette sollevarlo con le sue sole forze.
A WrestleMania III si svolse il grande confronto tra i due ex amici; André, che all'epoca pesava circa 240 chili, e lo stress di un tale peso gravava sulle sue ossa causandogli dolori costanti, fu costretto a indossare un tutore sotto il costume. Hogan vinse il match dopo una celebre Body slam riuscendo poi a schienare il gigante dopo averlo colpito con la sua mossa finale Leg Drop.
Dopo il match, André si prese una pausa dai combattimenti mentre Hogan si concentrò sulla difesa del titolo contro avversari quali Harley Race, Hercules, Randy "Macho Man" Savage, One Man Gang e Killer Khan.

### Prosieguo della rivalità (1987–1988)
Nel maggio 1987 a Saturday Night's Main Event XI, Heenan e Andre rilasciarono un'intervista a Gene Okerlund. Durante l'intervista, i due dichiararono che, in virtù di un tentativo fallito di bodyslam da parte di Hogan su André a circa un minuto dall'inizio del match di WrestleMania III, durante il quale il gigante gli cadde sopra, (secondo l'affermazione di Heenan) l'arbitro aveva completato il conteggio di tre, e quindi André era il legittimo campione ed era ancora imbattuto. Heenan chiese un'indagine e una successiva rivincita se la WWF non avesse privato Hogan del titolo.
Alla prima edizione del pay-per-view Survivor Series, André e Hogan erano i capitani delle rispettive squadre. Dopo essersi affrontati sul ring all'inizio del match, i due si affrontarono nuovamente a metà incontro, combattendo per circa un minuto con Hogan che dominava André; tuttavia, proprio mentre Hogan stava per eliminare André, King Kong Bundy e One Man Gang intervennero dall'esterno e fecero sì che Hogan venisse contato fuori dal ring e quindi eliminato. André divenne l'unico sopravvissuto del match, schienando ed eliminando Bam Bam Bigelow per ultimo. Dopo il match Hogan tornò sul ring e attaccò André, facendolo cadere fuori dal ring.
Hogan difese il suo titolo contro Bundy a Saturday Night's Main Event XIII. André era nell'angolo di Bundy ed interferì nel match. L'arbitro fermò l'incontro ed espulse André da bordo ring. Bundy finì per vincere il match ma solo per conteggio fuori del ring e chiese un rematch con André nel suo angolo.
Dopo che Hogan vinse il rematch contro Bundy a Saturday Night's Main Event XIV, André si avvicinò di soppiatto per vendicarsi di Hogan, soffocandolo da dietro finché questi praticamente svenne, non lasciandolo andare nemmeno dopo che sette lottatori erano saliti sul ring per cercare di trascinarlo via; fu solo dopo che Hacksaw Jim Duggan ruppe sulla schiena di André la sua spranga di legno 2x4 che lui lasciò la presa.
Nel frattempo, Hogan era impegnato a difendere il suo titolo contro The "Million Dollar Man" Ted DiBiase, faida che iniziò quando Hogan si rifiutò di vendere il titolo a DiBiase. Hogan vinse tutti i loro incontri (spesso per squalifica) e un frustrato DiBiase si rivolse ad André per vincere il titolo per lui. Questo, più il match alle Survivor Series e l'attacco di André a Hogan, furono gli elementi utilizzati per creare interesse per una rivincita Hogan-André, fissata per The Main Event, trasmessa in diretta il 5 febbraio 1988 su NBC. La firma del contratto sul ring fu organizzata alla Royal Rumble, trasmessa il 24 gennaio 1988. La sera successiva, ad uno spettacolo televisivo al Madison Square Garden, André era nell'angolo di DiBiase e della sua guardia del corpo, Virgil, nel tag-team match di questi ultimi due lottatori contro Hogan e Bam Bam Bigelow; nonostante André abbia interferito più volte, Hogan e Bigelow riuscirono ad ottenere la vittoria.

#### Hogan vs. Andre II (The Main Event)
A The Main Event André vinse inaspettatamente il match conquistando il WWF World Heavyweight Championship, anche se in maniera controversa. Immediatamente dopo la vittoria, André consegnò pubblicamente la cintura a DiBiase, tuttavia la transazione fu successivamente dichiarata non valida dall'allora presidente della WWF Jack Tunney e il titolo fu dichiarato vacante. La trasmissione fu vista da 33 milioni di persone.

#### Hogan vs. Andre III (WrestleMania IV)
A WrestleMania IV fu indetto un torneo a 14 partecipanti per assegnare il vacante WWF World Championship; come ex campioni, Hogan e André passarono automaticamente ai quarti di finale. Il loro match terminò in una doppia squalifica e furono eliminati entrambi dal torneo. Alla fine, fu "Macho Man" Randy Savage a vincere il titolo, sconfiggendo Ted DiBiase in finale (grazie all'aiuto di Hogan). Il feud Hogan-André scemò quando Hogan si prese una pausa dal ring nella primavera-estate del 1988 (per recitare nel film Senza esclusione di colpi).

#### Declino della faida
L'interesse per una possibile ripresa della faida arrivò nell'estate del 1988, quando Savage iniziò a lanciare una sfida aperta per il WWF World Championship, cosa che portò ad un attacco due contro uno da parte di André e DiBiase ai suoi danni. Savage si riprese e la settimana successiva dichiarò che lui e Hogan avrebbero affrontato André e DiBiase alla prima edizione inaugurale del pay-per-view SummerSlam svoltosi al Madison Square Garden.

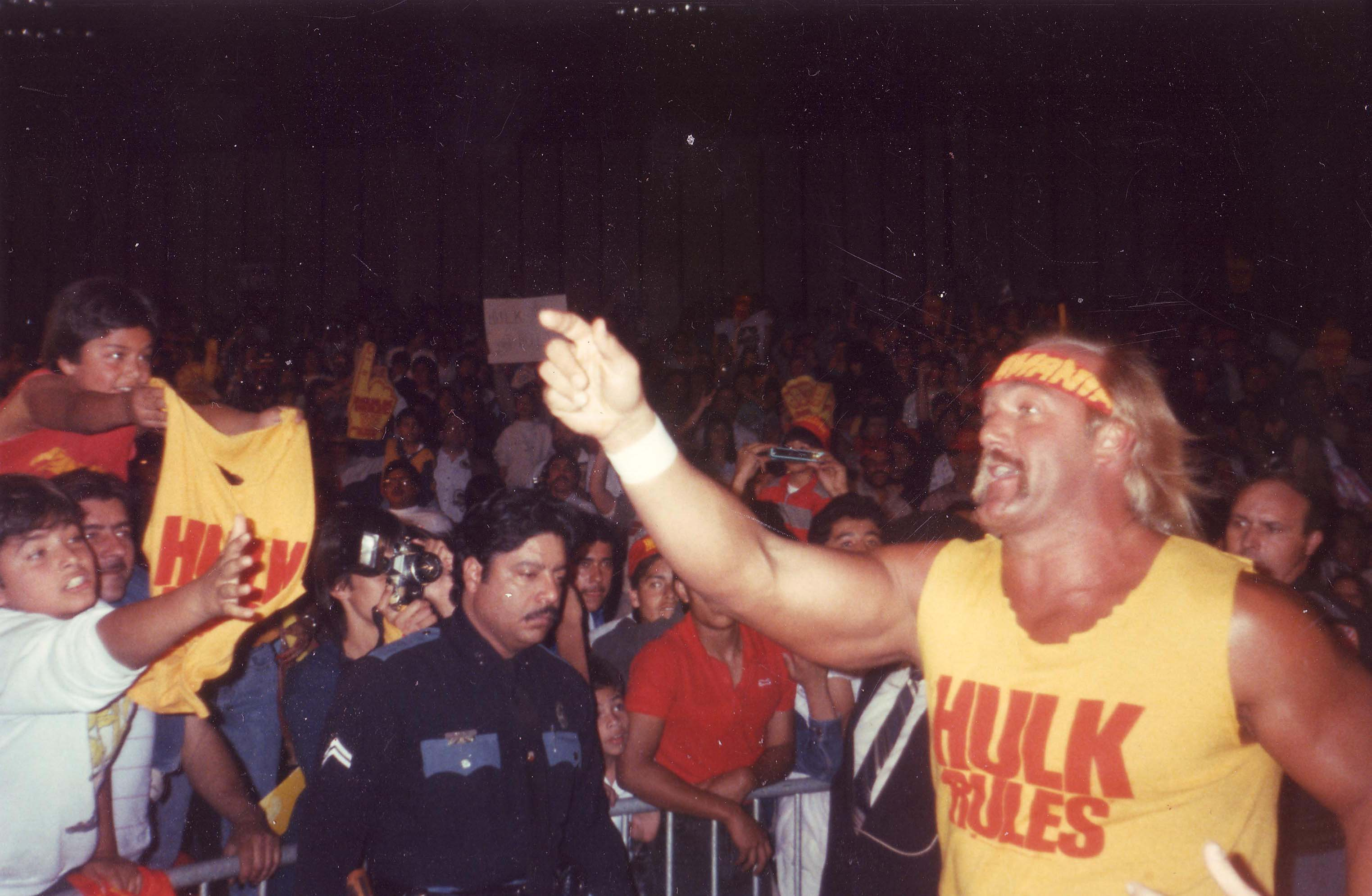
Hulk Hogan il 7 marzo 1989 all'El Paso Civic Center durante WWF Superstars of Wrestling.

Il 31 luglio 1988 André e Hogan lottarono in uno steel cage match all'evento WrestleFest, a Milwaukee; vinto da Hogan. Nel main event di SummerSlam, André e DiBiase (denominati "The Mega Bucks") sembravano avere un vantaggio psicologico rispetto a Hogan e Savage (conosciuti come "The Mega Powers") dato che il simpatizzante degli heel Jesse "The Body" Ventura era l'arbitro speciale del match. Tuttavia, i Mega Powers vinsero l'incontro, ponendo fine alla rivalità André-Hogan. La successiva rivalità di André sarebbe stata con Jake Roberts, mentre Hogan (insieme a Savage) rivolse le proprie attenzioni al tag team formato da Big Boss Man e Akeem ("The Twin Towers").
André e Hogan si incontrarono ancora una volta nel corso delle rispettive carriere, nel marzo 1990, poco tempo prima di WrestleMania VI quando Hogan insieme a Big Boss Man (diventato nel frattempo uno dei "buoni") sconfisse André e Haku (The Colossal Connection).
Il 28 gennaio 1993, mentre si trovava a Parigi per presenziare al funerale del padre, André morì nel sonno stroncato da un arresto cardiaco, a 46 anni di età.

## Vita reale
Nella vita reale, André e Hogan erano amici. Esiste persino una fotografia di André che presenzia al matrimonio di Hogan con la sua prima moglie, Linda.